# أحمد حاج أفندي عبد اللايف
الشيخ أحمد حاج أفندي عبد اللاييف (1379 / 1959م) المفتي، عالم، الزاهد، ورئيس دار الإفتاء، ورئيس الإدارة الدينية لمسلمي داغستان في جمهورية داغستان، شيخ الطريقة النقشبندية والشاذلية، والزعيم الروحي، والمرشد الديني لمسلمي داغستان

## ولادته
الشيخ أحمد بن محمد عبد اللاييف، ولد في 15 أيلول سنة 1959م في قرية «إنخو» في المنطقة الجبلية في ناحية «غومبتوسكي».

## نشأته وسيرته العلمية
بدأ الشيخ أحمد حاج بطلب العلوم الشرعية من الطفولة، من عام 1972م (في فترة أيام الحكم الشيوعي)، درس وأتقن اللغة العربية وأصول الدين الإسلامي والفقه وأصوله والنحو وأصوله والحديث ومصطلحه والمنطق وعلومًا غيرها عند كبار علماء داغستان آنذاك. فكان ذلك مختبئًا هنا وهناك بحيث لا يعرفه ولا يراه أحد لأن كل شيء كان له أذن في تلك الفترة حتى الجدران.
وهو سبط الشيخ الشهير في داغستان، شيخ الطريقة النقشبندية والشاذلية، الشيخ عبد الحميد أفندي الإنخي الداغستاني. بعد انفكاك الاتحاد السوفياتي عام 1991م مباشرة عُيِّن إمامًا في المسجد الوحيد الموجود في مدينة كيزيليورت ومنذ عام 1992م اشتغل وعمل في مجال التدريس في المعهد الإسلامي الوحيد الموجود آنذاك في المحافظة «كامسامولسكي» المسمى باسم الشيخ سيف الله القاضي البشلاري، ثمّ تولى بعده إدارة المعهد.

## وظائفه
في عام 1998م عقب استشهاد المفتي السابق الراحل «سيّد محمد أبو بكروف» في جلسة الانتخابات وملتقى اجتماع العلماء الذي عُقد لدى الإدارة الدينية لمسلمي جمهورية داغستان آنذاك، أُنتخب الشيخ أحمد أفندي باتفاق علماء داغستان مفتيًا ورئيسًا للإدارة الدينية لمسلمي داغستان.
وفي عام 2010م تشرّف وتبرّك الشيخ أحمد حاج عبد اللايف باستلام الإجازة في الطريقة الشاذلية والنقشبندية من شيخه الروحي الظاهري والباطني، الشهيد، قطب الأولياء، الشيخ سعيد أفندي الجركاوي «قدّس الله سرّه العزيز» ولكن لم يأمره بالإرشاد آنذاك، وكان الشيخ أحمد أفندي قد أخفى إجازته عن الجميع حتى عن أهله، ولم يبدأ في إرشاد المريدين إلا بعد استشهاد الشيخ سعيد أفندي وذلك بأمر الخليفة الآخر للشيخ سعيد أفندي الشيخ عبد الجليل أفندي عندما احتاج إليه أمره بإرشاد المريدين وذلك في عام 2012 م.

## نشاطاته
وفي عام 2015م اقترح فضيلته على من حوله جمع مال من الشعب، لبناء الجامع المركزي الكبير والمستشفى الكبير(لقلة المشافي في عاصمة داغستان)، فلبّى شعب داغستان المحترم اقتراحه هذا بكل سرور وفرح، وتمَّ بناء المستشفى بسرعة قصوى، وسمّيت بـ «المستشفى الثالث البلدي»، وهو المشفى الوحيد الذي يعالج كلُّ من راجعهم تحت إشراف الشيخ.
والجامع الكبيرالذي اتفقوا على تسميته ب «جامع النبي محمد صلى الله عليه وسلم» فهو على قيد البناء، وتم الانتهاء من بناء معظم الهيكل وقت كتابة هذه الأسطر.
وتحت إشراف الشيخ أيضًا، تمّ فتح مؤسسات تعليمية إسلامية كثيرة منها معاهد وكليات الطب «باشلاروف» في كل محافظة ومدينة، وفتحت فروعها في جميع أنحاء داغستان.
وفتح المعهد العالي للعلوم الإنسانية (DGI)، وقبله جامعة داغستان الإسلامية (DIU)، وعشرات المعاهد غيرها، في كل مدينة من مدن داغستان..
وقد تمّ تحت إشرافه أيضًا، افتتاح مدرسة للصم والبكم، حيث تم إنشاء جميع ظروف الحياة فيها، بدءًا من صالة ألعاب رياضية وانتهاءً مع دورات تقنية مختلفة، وكذا دورات في الخياطة للإناث.
وفتحت تحت إشرافه أيضاً، مؤسسة وجمعية «إنسان» الخيرية، ويتمّ أخذ وصايا الأيتام في دور الأيتام، حيث يتمّ إعطاؤهم مساعدات مالية وأنشطة تعليمية وترفيهية مختلفة كلّ شهر، كذا كل عائلة محتاجة وفقيرة ومعدومة تأخذ مساعدات مالية ومعاشية من هذه الجمعية.
وقد تمّ تحت إشرافه أيضاً، إلقاء محاضرات ودروس، يلقيها تلامذة الشيخ وموظّفو قسم الدعوة من الإدارة الدينية لمسلمي جمهوريّة داغستان في مؤسسات مختلفة وجامعات ومعاهد الدولة ويدور محورها حول الأخلاق وإصلاح البين والأدب مع الخلق والخالق والعمل الصادق.
وهم يقومون بعمل المسابقات في الكتب والرياضة والعلوم والسيرة والأخلاق بقصد ترغيب الجيل الصغيرفي حب واحترام بعضهم البعض، وهذه الأنشطة يقومون بها بقصد التشجيع والترغيب بحيث لا يمَلُّوا من الدراسة بل يرغبوا فيها أكثر.
ويتمّ تحت إشرافه أيضاً، عرض آثار النبي محمد في المناطق والنواحي والبلدان والأقاليم المختلفة ليتبارك بها كل من أراد ورغب بذلك.
ويتم تحت إشرافه أيضاً، إرسال البعثات من الشباب الواعين في كل سنة إلى جميع مناطق روسيا تقريبًا في شهر ربيع الأول للدعوة والإرشاد وذلك لمساعدة المندوبيين والممثلين لوزارة شؤون سياسة القوميات، ويتضمّن هذا الوفد أشخاصاً من الإدارة الدينية ومن قسم الدعوة فيها، ومن العلماء، وطلاب العلم، ورياضيين، ويتمّ إلقاء المحاضرات فيها، والإجابة على الأسئلة، بحيث يتكلّم كلُّ واحد منهم بما هو أهله.
وهناك فرقة أخرى تحت إشراف الشيخ من طلاب العلم ورجال الأعمال ومحبي العلماء وأهل الخير، يقومون بنشر جريدة «السلام» الإسلامية الوحيدة في روسيا، حيث ينشرون ويوزّعون هذه الجريدة في جميع أنحاء ومناطق روسيا، وهناك أيضًا مجلة «الإسلام» التي تطبع تحت إشراف سماحته أيضاً.
وهذا، جزء يسير من أعمال ومشاريع المحققة إلى الآن للشيخ أحمد حاج أفندي، ومن العمل الذي تقوم به الإدارة الدينية لجمهورية داغستان بإشراف ورعاية الشيخ أحمد أفندي.

## مؤلفاته
في عام 2015م ألّف كتابه المسمى «رياض أخلاق الصالحين»، وقد ألّف هذا الكتاب باللغة العربية ثم ترجم إلى اللغات الروسية والأوارية والقازاقية والطاجيكية والأوزبكية والقيرغيزية والإنجليزية، { فقال الشيخ «حفظه الله» أنه كتب هذا الكتاب أولًا لنفسه ليطبّق كل موجود فيه ثمّ لبقية الناس }، وبحلول نهاية عام 2015م تجاوز طبع هذا الكتاب إجماليّا 200000 نسخة، وتمّ إخراج الكتاب في سلسلة دروس صوتية ومرئية < فيديو >

## جوائز حصل عليها
- في عام 2009 م حاز مفتي داغستان الشيخ أحمد حاج أفندي على الوسام الذهبي (المدليون) الجمهوري «لخدمة جمهورية داغستان»، وهو أعلى وسامات الجمهورية.
- في العام 2013 م تشرّف الشيخ أحمد حاج أفندي بنيل لقب « خادم وخازن آثار النبي صلى الله عليه وسلم» من صاحب هذا اللقب، الشيخ الدكتور أحمد الخزرجي بتسلسل، كما نُقلت إليه أيضًا الآثار النبوية الشريفة من أنحاء العالم الإسلامي، بما في ذلك من الشعر الشريف للرسول الأعظم.
- في عام 2015 م نال واستلم الشيخ أحمد حاج أفندي من قبل الحكومة جائزة : «النجمة الذهبية»، مع منحه رتبة «شجاع شعب داغستان»

## وصلات خارجية
- كتابه المسمى «رياض أخلاق الصالحين».